# Adobe Dreamweaver
Dreamweaver ist ein HTML-Editor des Unternehmens Adobe Inc. (ursprünglich von Macromedia entwickelt), bestehend aus einer Kombination eines WYSIWYG-Editors mit paralleler Quelltextbearbeitung. Aufgrund seiner Komplexität, seines großen Funktionsumfangs und Preises wird das Programm eher von professionellen Anwendern verwendet. Dreamweaver läuft derzeit auf den Betriebssystemen macOS und Windows. Nach Herstellerangaben hat Dreamweaver über 3,2 Millionen Benutzer weltweit.

## Charakteristik und Entwicklung
Dreamweaver ermöglicht die grafische Bearbeitung von Webseiten und bietet Funktionen wie Farbkennzeichnung und Autovervollständigen für HTML-Code und Skriptsprachen wie PHP und JavaScript.
Die erste Dreamweaver-Version erschien 1997. In den Dreamweaver-Versionen 7 bis CS3 wurde für das Layout-Rendering die Opera-Engine Presto verwendet, ab der Version CS4 die WebKit-Engine. In Version 2.3 der Adobe Creative Suite ist neben GoLive auch Dreamweaver enthalten. In der Creative Suite 3.0 wurde GoLive vollständig durch Dreamweaver ersetzt.
Seit dem Update auf Version 11.0.4 ist partielle Syntaxunterstützung für HTML5 und CSS3 implementiert; seit CS5.5 wird sie vollständig unterstützt. Im CS5.5 wurde zudem das Open-Source-Projekt PhoneGap in Dreamweaver eingeführt. Hiermit soll eine Applikationprogrammierung für iOS und Android möglich sein. Mithilfe der Integrierten Entwicklungsumgebung LiveCode wird die App-Entwicklung unterstützt.

## Versionen
| Legende: | Ältere Version; nicht mehr unterstützt | Ältere Version; noch unterstützt | Aktuelle Version | Aktuelle Vorabversion | Zukünftige Version |

| Entwickler | Version | Codename     | Veröffentlichung   | Bemerkungen                                              |
| ---------- | ------- | ------------ | ------------------ | -------------------------------------------------------- |
| Macromedia | 1.0     | 1.0          | Dezember 1997      | Erstveröffentlichung, ausschließlich für Mac OS.         |
| Macromedia | 1.0     | 1.2          | März 1998          | Erste Version für Microsoft Windows.                     |
| Macromedia | 2.0     | 2.0          | Dezember 1998      |                                                          |
| Macromedia | 3.0     | 3.0          | Dezember 1999      |                                                          |
| Macromedia | 3.0     | UltraDev 1.0 | Dezember 1999      |                                                          |
| Macromedia | 4.0     | 4.0          | Dezember 2000      |                                                          |
| Macromedia | 4.0     | UltraDev 4.0 | Dezember 2000      |                                                          |
| Macromedia | 6.0     | MX           | 29. Mai 2002       |                                                          |
| Macromedia | 7.0     | MX 2004      | 10. September 2003 |                                                          |
| Macromedia | 8.0     | 8.0          | 13. September 2005 | Kein Support mehr seit Veröffentlichung von Version 10.0 |
| Adobe Inc. | 9.0     | CS3          | 16. April 2007     | Ersetzte Adobe GoLive in der Creative Suite.             |
| Adobe Inc. | 10.0    | CS4          | 23. September 2008 |                                                          |
| Adobe Inc. | 11.0    | CS5          | 12. April 2010     |                                                          |
| Adobe Inc. | 11.5    | CS5.5        | 13. Mai 2011       |                                                          |
| Adobe Inc. | 12.0    | CS6          | 22. April 2012     |                                                          |
| Adobe Inc. | 13.0    | CC           | 17. Juni 2013      |                                                          |
| Adobe Inc. | 13.1    | CC           | 27. August 2013    |                                                          |
| Adobe Inc. | 13.2    | CC           | Dezember 2013      |                                                          |
| Adobe Inc. | 14.0    | CC           | 18. Juni 2014      |                                                          |
| Adobe Inc. | 2014.1  | CC           | 6. Oktober 2014    |                                                          |
| Adobe Inc. | 2015    | CC           | 15. Juni 2015      |                                                          |
| Adobe Inc. | 2015.1  | CC           | 30. November 2015  |                                                          |
| Adobe Inc. | 2015.2  | CC           | 2015               |                                                          |
| Adobe Inc. | 2017    | CC           | 2. November 2016   |                                                          |
| Adobe Inc. | 2017.1  | CC           | 2016               |                                                          |
| Adobe Inc. | 2018    | CC           | 2018               |                                                          |
| Adobe Inc. | 19.1    | CC           | April 2019         |                                                          |
| Adobe Inc. | 19.2    | CC           | Juni 2019          |                                                          |
| Adobe Inc. | 20.0    | CC           | November 2019      |                                                          |
| Adobe Inc. | 20.1    | CC           | Februar 2020       |                                                          |
| Adobe Inc. | 20.2    | CC           | Juni 2020          |                                                          |
| Adobe Inc. | 21.0    | CC           | Oktober 2020       |                                                          |
| Adobe Inc. | 21.1    | CC           | Januar 2021        |                                                          |
| Adobe Inc. | 21.2    | CC           | Oktober 2021       |                                                          |
| Adobe Inc. | 21.3    | CC           | Juni 2022          |                                                          |
| Adobe Inc. | 21.5    | CC           | Mai 2025           |                                                          |

## Mobile Apps
Adobe bot bis Ende 2012 eine Reihe von Apps für Smartphones und Tablets, die Nutzer bei der Arbeit mit Dreamweaver unterstützen sollen. Dazu gehörte zwischen 2011 und der Einstellung beispielsweise Adobe Proto für Apple iOS, mit dessen Hilfe sich das grundlegende Layout einer Website auf dem mobilen Endgerät planen ließ. Das Programm unterstützte zahlreiche Gesten, mit denen sich Kopf-, Navigations- und Fußleiste planen sowie interaktive Elemente wie Bilder und Videos platzieren lassen. Sobald der Entwurf einer Website auf dem Tablet abgeschlossen ist, konnte der automatisch generierte Quelltext zur weiteren Bearbeitung als ZIP-Archiv exportiert und an einen regulären Computer transferiert werden.